# Бейли-Громан, Гарольд Том
Харольд Том Бейли-Громан, CB, DSO, OBE (16 января 1888 — 23 сентября 1978) — вице-адмирал британского Королевского флота.

## Биография
Родился в Виктории, Британская Колумбия, он был сыном писателя Уильяма Адольфа Бейли-Громана и Флоренс Николлс, дочери Тома Николлса.
Бейли-Громан поступил на HMS Britannia курсантом в 1903 году и получил звание лейтенанта в 1909 году. В марте 1914 году он получил командование эсминцем HMS Lively, впоследствии командовал HMS Ghurka, HMS Gentian и HMS Totnes во время Первой мировой войны, служа как в Гранд-Флите, так и в Дуврском патруле. Получил звание капитан-лейтенанта в 1917 году; в 1918 году награждён орденом «За выдающиеся заслуги» за участие в операциях по тралению мин.
После Первой мировой войны Бейли-Громан участвовал в операциях по тралению мин у побережья Бельгии, затем командовал шлюпом HMS Crocus в Персидском заливе. В 1923 году награждён орденом Британской империи, повышен в звании до коммандера. После командования 1-й флотилией тральщиков с 1923 по 1925 год он был направлен в Австралию в качестве помощника начальника военно-морского штаба в военно-морском управлении в Мельбурне с 1925 по 1927 год. В 1928 году он поступил в штабной колледж в Кемберли и до 1930 года был старшим офицером HMS Tiger, когда получил звание капитана.
С 1931 по 1933 год он был главой британской военно-морской миссии в Китае в звании коммодора китайского флота.
В апреле 1941 года Бейли-Громан организовал военно-морскую эвакуацию британских сил и сил Содружества в Греции в сложных условиях после немецкого вторжения, «выдающееся достижение в его карьере», за что он был награждён орденом Бани. Он был назначен контр-адмиралом объединенных операций в 1942 году, но был вынужден отказаться от этого назначения из-за болезни.
8 мая 1945 года он водрузил Белый флаг над штабом немецкого военно-морского флота в Киле.
Скончался 23 сентября 1978 года на 91-м году жизни.